# Revolta 21
Revolta 21 est un groupe musical espagnol, originaire de Riudebitlles, en Catalogne.

## Histoire
Le groupe est actif entre mars 2000 et octobre 2011, puis à nouveau depuis août 2015,. L'album No oblidis mai est enregistré aux studios RIP Records par Marc Bòria. Il bénéficie de la collaboration de Cesk Freixas sur deux chansons de l'album, assurant le second chant.

## Discographie
- 2001 : Stop (démo)[4]
- 2002 : El crit d'un poble (Bullanga Records)[5]
- 2004 : No oblidis mai (Propaganda Pel Fet!)[5]
- 2007 : El cor en un puny (Propaganda Pel Fet!)[5]
- 2010 : Sols (Mediadavid)[6]